# Camilla Bergman (mediechef)
Camilla Bergman, tidigare Björkman, född 11 december 1983, är en svensk journalist, redaktör och medieentreprenör.

## Biografi
Bergman har en bakgrund som konsult och frilansjournalist. Hon började skriva för tidningen Driva Eget år 2009. År 2013 blev hon chefredaktör för tidningen. Senare under 2013 fick hon pris för "Årets genombrott" vid det årets Tidskriftsgala.
I oktober 2015 utsågs hon till förlagschef på Frida Förlag. Där genomförde hon bland annat en namnändring av företaget till FAB Media.
I september 2016 meddelades att Bergman skulle bli affärsutvecklingschef för Breakit. År 2019 blev hon vd för Breakit. I november 2022 meddelade hon att hon skulle lämna Breakit.
Under 2023 startade hon ett nytt medieföretag med namnet Loop Media. Företagets nyhetstjänst Impact Loop lanserades officiellt den 9 augusti 2023.

## Familj
Camilla Bergman är gift med mjukvarudirektören Nils Bergman. Hon tog hans efternamn år 2021.